# メアリー・ステイン
メアリー・ステイン（Mary Stein）は、アメリカ合衆国出身の女優である。

## 出演作品

### テレビ
- 新スタートレック
- ジェネラル・ホスピタル
- プロビデンス

### 映画
- チェンジリング
- グリンチ
- ベイブ/都会へ行く（ランドレディ）